# Đội tuyển Fed Cup Iraq
Đội tuyển Fed Cup Iraq đại diện Iraq ở giải đấu quần vợt Fed Cup và được quản lý bởi Liên đoàn Quần vợt Iraq.  Đội chưa thi đấu kể từ năm 2014.

## Lịch sử
Iraq tham gia kì Fed Cup đầu tiên vào năm 1998, thua tất cả các trận cho đến hiện tại.